# Orages (film, 1931)
Pour plus de détails, voir Fiche technique et Distribution.
Orages (A House Divided) est un film américain réalisé par William Wyler et sorti en 1931.

## Synopsis
Dans un petit village du pacifique, un homme épouse une femme assez jeune pour être sa fille. Celle-ci tombe amoureuse du fils de son mari.

## Fiche technique
- Titre : Orages
- Titre original : A House Divided
- Réalisation : William Wyler
- Scénario : John B. Clymer, Dale Van Every, d'après l'histoire d'Olive Edens
- Chef opérateur : Charles J. Stumar
- Musique : Irving Bibo (non crédité)
- Montage : Ted J. Kent
- Effets spéciaux : John P. Fulton
- Direction artistique : John J. Hughes
- Production : Universal Pictures
- Durée : 70 minutes
- Date de sortie :
  - États-Unis : 5 décembre 1931

## Distribution
- Walter Huston (VF : Constant Rémy) : Seth Law
- Douglass Montgomery (sous le nom de Kent Douglass) (VF : André Norévo) : Matt Law (Max en VF)
- Helen Chandler (VF : Paulette Fromm) : Ruth Evans (Reine en VF)
- Mary Foy : Mary
- Lloyd Ingraham (VF : Marcel Baucey) : Docteur
- Charles Middleton (VF : Paul Rousset) : Prêtre
- Frank Hagney (VF : Verdier) : Big Bill
- Richard Alexander : Marin
- Vivien Oakland : Bess